# Ossian Ekdahl
Ossian Zacharias Ekdahl, född 28 juni 1858 i Kristianstad, död 19 mars 1932 i Stockholm, var en svensk ingenjör.
Ossian Ekdahl avlade mogenhetsexamen i Lund 1877 och blev civilingenjör på väg- och vattenbyggnadslinjen vid Kungliga Tekniska högskolan 1882. Han avlade sedan examen vid militärkursen vid Fortifikationen 1888 och blev löjtnant vid Väg- och vattenbyggnadskåren 1889. Som tillhörig denna kår var han knuten till den civila Väg- och vattenbyggnadsstyrelsen. Han blev kapten 1899, major 1902, överstelöjtnant 1903 och överste i samband med uppnådd pensionsålder 1925. 
Ekdahl var distriktschef vid Södra väg- och vattenbyggnadsdistriktet 1901–1903 och blev byråchef i Väg- och vattenbyggnadsstyrelsen 1903. Från 1913 och till sin pensionering 1925 var han  chef för hamnavdelningen och statens fiskehamnsbyggnader. 
Ekdahl var även Sveriges ombud vid kongressen i Liège 1905, vid sjöfartskonferensen i Milano samma år och i Philadelphia 1912. Han har lett utförandet av flera anläggningar för järnvägar, hamnar, broar med mera, var adjungerad ledamot av lagrådet 1917–1918 samt sakkunnig för ordnandet av Stockholms slussfråga vid Nils Ericsons sluss och Hammarbyleden.
Ossian Ekdahl var son till kontraktsprosten Per Axel Ekdahl och Anna Christina Anglin. Han var bror till Wilhelm Ekdahl (1853–1924), som var överste i Chiles armé.
Han var från 1892 gift med Elin Hörnell (1856–1935). De är gravsatta på Norra begravningsplatsen utanför Stockholm.